# Lidia Stăniloae
Lidia Stăniloae Ionescu (n. 8 octombrie 1933, Sibiu, România – d. 17 februarie 2017, Freiburg im Breisgau, Germania) a fost o scriitoare și poetă română stabilită în Germania, fiica lui Dumitru Stăniloae. Ca absolventă a Facultății de Fizică a Universității din București, este autoarea primei lucrări de diplomă din România despre teoria fisiunii nucleare, lucrare condusă atunci de academicianul Horia Hulubei.

## Biografie
A lucrat ca cercetător la Institutul de Fizică Atomică și ca asistent în cadrul Facultății de Fizică până în anul 1958, când, din cauza arestării tatălui său, părintele profesor Dumitru Stăniloae, a fost obligată să părăsească facultatea.
În anul 1961 s-a angajat ca profesor de fizică la Grupul Școlar de Chimie Alimentară din București.
În 1984 a emigrat în Germania, stabilindu-se împreună cu fiul său în Freiburg, unde a lucrat ca și conferențiar în cadrul Universității de aici.
În preocupările sale a intrat restaurarea casei părintești din Vlădeni, județul Brașov, transformată în Casa Memorială „Dumitru Stăniloae”.
A făcut demersurile pentru înființarea unei parohii ortodoxe românești în Freiburg, fapt concretizat în anul 2014.
În același an, Preafericitul Părinte Patriarh Daniel i-a oferit Ordinul „Crucea Maria Brâncoveanu”.

## Scrieri[3]
- Raiul inocenților. București: Cartea Românească, 1991
- Lumina faptei din lumina cuvântului: împreună cu tatăl meu, Dumitru Stăniloae. București: Editura Humanitas, 2000.[4]
- Memoriile unui fugar. București: Humanitas, 2009
- Moștenitoarea. București: Humanitas, 2012
- La bursa adevărului: eseuri. București: Trinitas, 2014